# Odilon Polleunis
Odilon Polleunis   (Sint-Truiden, 1 de maig de 1943 - Sint-Truiden, 20 de setembre de 2023) va ser un futbolista belga que va formar part de l'equip belga a la Copa del Món de 1970.